# Torgerd och Irpa
Torgerd och Irpa (Þorgerðr Hölgabrúðr och Irpa) (även Torgerd Holgabrud eller Thorgerd Horgabrud) var Håkon Sigurdssons gudinnor. De nämns i Njals saga och verkar ha varit lokala diser med koppling till Tor. Bilderna av Torgerd, Irpa och Tor blir berövade kläder och smycken av en man som heter Viga-Hrapp. De hjälper till seger i slaget vid Hjörungavåg genom att bli till en hagelskur mot fienden.